# Liste der Naturdenkmale in Netzbach
Die Liste der Naturdenkmale in Netzbach nennt die im Gemeindegebiet von Netzbach ausgewiesenen Naturdenkmale (Stand 20. Mai 2024).

## Ehemalige Naturdenkmale
| Nr. | Bezeichnung | Lage                        | Beschreibung                                    | Bild                                    |
| --- | ----------- | --------------------------- | ----------------------------------------------- | --------------------------------------- |
|     | Winterlinde | Schulstraße, bei Nr. 5 Lage | Tilia cordata; Rechtsverordnung 2013 aufgehoben | Direkt Bild zu diesem Denkmal hochladen |